# Satyrus proserpina
Satyrus proserpina är en fjärilsart som beskrevs av Ignaz Schiffermüller 1776. Satyrus proserpina ingår i släktet Satyrus och familjen praktfjärilar. Inga underarter finns listade.